# Georg von Schanz
Georg Schanz, ab 1909 Ritter von Schanz (* 12. März 1853 in Großbardorf, Unterfranken; † 19. Dezember 1931 in Würzburg), war ein deutscher Rechts- und Staatswissenschaftler.

## Leben
1872 wurde Schanz mit der Empfehlung des Gymnasiums Würzburg ins Maximilianeum zu München aufgenommen. Dort sowie in Straßburg und Würzburg studierte er Nationalökonomie und Naturwissenschaften und promovierte 1876 an der Universität München, wo er hierauf längere Zeit im königlich bayrischen Statistischen Bureau tätig war. Im Jahre 1879 habilitierte er sich in Marburg, wurde 1880 als außerordentlicher Professor nach Erlangen und 1882 schließlich als Ordinarius nach Würzburg berufen. Gleichenjahres gründete er die Zeitschrift Finanzarchiv und gab diese fortan heraus. 1884 gründete er die Zeitschrift Bayrische Wirtschafts- und Volksstudien, deren Herausgeber er ebenfalls war. 1895 und 1911 war Schanz Rektor, von 1910 bis 1920 Direktor des Verwaltungsausschusses und 1930 Dekan der rechts- und staatswissenschaftlichen Fakultät der Universität Würzburg, wo er am 19. Dezember 1931 verstarb.

## Auszeichnungen
Am 15. Januar 1886 erhielt Schanz die Auszeichnung zum Königlichen Hofrat, 1891 wurde er Dr. iur. h. c. der Universität Zürich. Am 1. Januar 1893 erhielt er den Verdienstorden vom Heiligen Michael IV. Klasse, genau zwei Jahre darauf den III. Klasse. Am 1. Januar 1905 wurde Schanz zum Geheimen Hofrat ernannt. Er wurde am 22. August 1907 Mitglied der Ersten Kammer des Bayerischen Landtages und damit lebenslanger Reichsrat der Krone Bayern. 
Georg Schanz erhielt am 1. Januar 1909 das Ritterkreuz des Verdienstordens der Bayerischen Krone, statutengemäß verbunden mit dem persönlichen Adel als „Ritter von“. Am 12. März 1911 bekam Georg von Schanz den Verdienstorden vom Heiligen Michael der II. Klasse verliehen und erhielt am 7. Januar 1914 den Titel des Geheimen Rates. Am 1. Januar 1917 bekam er das König Ludwig-Kreuz für Kriegsverdienste in der Heimat und am 25. August 1917 das Prädikat Exzellenz verliehen. Im selben Jahr folgte der Titel Dr. med. h. c. der Universität Würzburg. Die Bayerische Akademie der Wissenschaften ernannte ihn 1913 zum korrespondierenden Mitglied.

## Publikationen
Die wissenschaftlichen Arbeiten von Schanz gehören vorzüglich dem Gebiet der Wirtschaftsgeschichte und der Finanzwissenschaft an. Er verfasste „Zur Geschichte der Gesellenverbände im Mittelalter“ (Leipzig 1876); „Englische Handelspolitik gegen Ende des Mittelalters“, von der Beneke-Stiftung mit dem ersten Preis gekrönt (ebenda 1881, 2 Bde.); „Zur Geschichte der Kolonisation und Industrie in Franken“ (in „Bayrische Wirtschafts- und Verwaltungsstudien“, Erlangen 1884); Die Steuern der Schweiz in ihrer Entwicklung seit Beginn des 19. Jahrhunderts (1890, 5 Bände); dazu Abhandlungen in Zeitschriften, insbesondere in dem von ihm begründeten und herausgegebenen „Finanzarchiv“ (Stuttgart, seit 1884); Das Erbe der Witwen und Waisen der Universitätsprofessoren. Ein Beitrag zur Lösung der Kollegiengeldfrage in Bayern (Buchner, Bamberg 1897); Zur Erinnerung an den 90. Geburtstag Seiner Königlichen Hoheit des Prinzregenten Luitpold von Bayern (Stürtz, Würzburg 1911); Die staatswirtschaftliche Fakultät der Universität Würzburg. Festrede zur Feier des dreihundertneunundzwanzigsten Bestehens der Königl. Julius-Maximilians-Universität zu Würzburg, gehalten am 11. Mai 1911 (Stürtz, Würzburg 1911). Mit seinem Aufsatz „Der Einkommensbegriff und die Einkommensteuergesetze“ (Finanzarchiv 1896 S. 1–87) entwickelte er die sogenannte Reinvermögenszugangstheorie (vgl. Betriebsvermögensvergleich), welche eine konsequente Umsetzung des Leistungsfähigkeitsprinzips im Bereich der Besteuerung des Einkommens darstellt und das Einkommensverständnis namentlich der Schweizer Einkommenssteuern prägt.